# Ириклинский
Ириклинский — посёлок в Гайском районе Оренбургской области (Россия). Центр сельского поселения Ириклинский поссовет.

## География
Посёлок расположен в 42 км от железнодорожной станции Новоорск. Посёлок находится на берегу реки Урал в том месте, где она вытекает из Ириклинского водохранилища. Название получил по речке Ирикла - правому притоку реки Урал.

## История
В 1946 году Ириклинский получил статус посёлка городского типа. С 1999 года Ириклинский — сельский населённый пункт.
Основное промышленное предприятие посёлка — Ириклинская ГЭС.

## Население
| 1959 | 1970  | 1979  | 1989  | 2010  |
| ---- | ----- | ----- | ----- | ----- |
| 4169 | ↘2451 | ↘1880 | ↘1122 | ↘1005 |